# دریاچه کوشکار-آتا
دریاچه کوشکار-آتا (به قزاقی: Lake Koshkar-Ata) یک دریاچه در قزاقستان است که در استان مین‌قشلاق واقع شده‌است.